# Octava Enmienda a la Constitución de los Estados Unidos

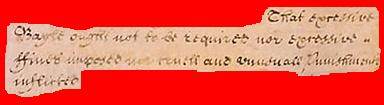
Parte pertinente de la Acta de Derechos inglesa de 1689.

Carta de Derechos de los Estados Unidos.

La Octava Enmienda a la Constitución de los Estados Unidos (Enmienda VIII) es parte de la Carta de Derechos de los Estados Unidos, que prohíbe que el gobierno federal imponga fianzas excesivas o castigos inusuales o crueles. La Corte Suprema de los Estados Unidos ha determinado que la sección sobre los castigos inusuales y crueles sea aplicada a los estados. Las frases empleadas son originales del Acta de Derechos inglesa de 1689.

## Texto
Excessive bail shall not be required, nor excessive fines imposed, nor cruel and unusual punishments inflicted.

No se exigirán fianzas excesivas, ni se impondrán multas excesivas, ni se infligirán penas crueles y desusadas.